# Council (Alaska)
Pour les articles homonymes, voir Council.
Council est une ville fantôme de l'Alaska située sur la péninsule de Seward, dans le district de Nome.
Council possède un aéroport (Council Airport, code AITA : CIL).

## Géographie
Council est située à environ 90 km au nord-est de Nome. Elle se trouve sur les rives de la rivière Niukluk, au centre de la péninsule de Seward.

## Histoire
Council fut édifiée en 1897-1898 après que de l'or ait été découvert près de la rivière Ophir. Il y eut jusqu'à 15 000 habitants à cette époque. Les résidents quittèrent la ville vers 1900 pour exploiter des filons d'or plus importants près de Nome.

Council possède environ 25 bâtiments ainsi que de nombreux équipements miniers anciens, dont une drague. En été, Council sert de base de pêche et de loisirs pour les habitants de Nome et de White Mountain.
Council est reliée à Nome par une route de gravillons fermée en hiver. C'est le site le plus proche de Nome à posséder des arbres, et certains résidents de Nome viennent y couper des épineux en guise de sapin de Noël.
Une seconde drague, plus grande, se trouve à 15 Mile Camp sur la rivière Ophir. Le site abrite plusieurs bâtiments miniers, dont une centrale hydraulique avec roue à aubes de type Pelton. De nouveaux bâtiments, principalement des résidences secondaires, ont été ajoutés ces dernières années. Occasionnellement une ou deux personnes passent l'hiver à Council. À l'automne 2004, les lignes téléphoniques, qui n'avaient pas été utilisées depuis une courte période de ré-habitation dans les années 1970, furent supprimées par l'exploitant. Les poteaux sont restés en place, reliés à une génératrice hors d'usage qui date de cette même période.